# Левицький Іван Омелянович (композитор)
Іван Омелянович Леви́цький (нар. 16 листопада 1875, Мала Лука — пом. 8 квітня 1938, Львів) — український композитор, скрипаль, хоровий диригент і музичний педагог.

## Біографія
Народився 16 листопада 1875 року в селі Малій Луці (тепер Чортківський район Тернопільської області, Україна). Здобув освіту у гімназії в Тернополі.
Впродовж 1899–1913 років працював у судових закладах Тернополя, одночасно там же протягом 1903–1910 років викладав у Другій гімназії, працював другим диригентом товариства «Боян», організував ансамбль, де грав Мар'ян Крушельницький. У 1910 році здав екзамен на посаду вчителя співів і гри на скрипці і з 1913 року викладав спів і музику в приватній учительській жіночій семінарії товариства «Рідна школа» у Львові.
Брав участь у Першій світовій війні. Воював у складі Австро-Угорської армії, отримав поранення. Після демобілізації жив у Відні і впродовж 1915–1917 років брав приватні уроки гармонії та композиції у Річарда Штора, викладав спів і гру на скрипці на семінарських курсах.
З 1918 року жив у Львові, де працював вчителем у приватній учительській семінарії, організовував концерти, виступав як скрипаль, хоровий диригент. З 1919 року — професор музики єдиної у Львові учительської семінарії з українською мовою навчання. Протягом 1920–1930-х рокув, з перервами, працював у Вищому музичному інституті (серед його учнів був Євген Цегельський); у 1934–1937 роках викладав у польській семінарії. Помер у Львові 8 квітня 1938 року.

## Творчість
Як композитоор, автор:
- творів для скрипки — Елегія, Пісня без слів, Романс, Ноктюрн (1910-ті, «Українська рапсодія», «Казка», Балада, Українські танки № 1, 2;
- творів для хору — «За байраком байрак» (1914), «І небо невмите, і заспані хвилі» (1914), «По вулиці вітер віє» (1914), «Тече вода в синє море» (1923), «Вітре буйний», «Іду я тихою ходою» (усі на слова Тараса Шевченка); «Я не жалуюсь на тебе, доле», «Глянь на криницю» (обидва на слова Івана Франка); «Зеленая рутонька» (слова Олександра Олеся);
- солоспівів — «Буває, тужу за тобою» (1914, слова Богдана Лепкого), «В рідній школі» (1931, слова Василя Щурата);
- обробки народних пісень;
- перекладення для скрипки і фортепіано, зокрема «Думи про Нечая» Дениса Січинського.

У репертуарі музиканта були твори Йоганна Себастьяна Баха, Йоганнеса Брамса, Генрика Венявського, на власні слова.
Автор підручника «Нарис історії музики» (Львів, 1921). Серед праць:
- Основи теорії музики. Львів, 1921 (перев. 1966, Нью-Йорк);
- Популярна наука гармонії. Жовква, 1929;
- Про так званий тон скрипки і його умови // Боян. Дрогобич, 1930. № 4–5.